# Grand Prix de France (Eiskunstlauf)
Der Grand Prix de France ist ein internationaler Eiskunstlaufwettbewerb, der einen Teil der Grand-Prix-Serie bildet. Er wird vom französischen Eiskunstlaufverband ausgerichtet und findet jedes Jahr im Herbst statt. Die Eiskunstläufer treten in den Disziplinen Einzellauf der Herren, Einzellauf der Damen, Paarlauf und Eistanz gegeneinander an.
Der Wettbewerb hieß früher Trophée Lalique und wurde erstmals 1987 ausgetragen. 1991 fand er als vor-olympischer Wettbewerb in Albertville statt. 1995 wurde die Trophée Lalique ausnahmsweise nicht in Paris, sondern in Bordeaux ausgetragen. Im selben Jahr wurde sie Teil der Grand-Prix-Serie. Das Kaschmirmodenunternehmen Eric Bompard war von 2004 bis 2015 der Namensgeber und Sponsor der Veranstaltung. 2016 hieß der Wettbewerb Trophée de France, von 2017 bis 2021 Internationaux de France de Patinage.
2015 wurde der Wettbewerb nach den Kurzprogrammen bzw. dem Kurztanz wegen der Terroranschläge vom 13. November 2015 in Paris abgebrochen. In die Wertung der Grand Prix Serie ging daher das Ergebnis der Kurzprogamme bzw. des Kurztanzes ein.

## Medaillengewinner

### Herren
| Jahr | Austragungsort | Gold                                 | Silber                               | Bronze                               |
| ---- | -------------- | ------------------------------------ | ------------------------------------ | ------------------------------------ |
| 1995 | Bordeaux       | Ilja Kulik                           | Éric Millot                          | Elvis Stojko                         |
| 1996 | Paris          | Todd Eldredge                        | Wjatscheslaw Sahorodnjuk             | Michael Weiss                        |
| 1997 | Paris          | Alexei Jagudin                       | Philippe Candeloro                   | İqor Paskeviç                        |
| 1998 | Paris          | Alexei Jagudin                       | Michael Weiss                        | Emanuel Sandhu                       |
| 1999 | Paris          | Alexei Jagudin                       | Vincent Restencourt                  | Iwan Dinew                           |
| 2000 | Paris          | Alexei Jagudin                       | Stanick Jeannette                    | Roman Serow                          |
| 2001 | Paris          | Alexei Jagudin                       | Todd Eldredge                        | Andrejs Vlascenko                    |
| 2002 | Paris          | Michael Weiss                        | Zhang Min                            | Takeshi Honda                        |
| 2003 | Paris          | Jewgeni Pljuschtschenko              | Kevin van der Perren                 | Michael Weiss                        |
| 2004 | Paris          | Johnny Weir                          | Brian Joubert                        | Emanuel Sandhu                       |
| 2005 | Paris          | Jeffrey Buttle                       | Brian Joubert                        | Gheorghe Chiper                      |
| 2006 | Paris          | Brian Joubert                        | Alban Préaubert                      | Sergei Dobrin                        |
| 2007 | Paris          | Patrick Chan                         | Sergei Woronow                       | Alban Préaubert                      |
| 2008 | Paris          | Patrick Chan                         | Takahiko Kozuka                      | Alban Préaubert                      |
| 2009 | Paris          | Nobunari Oda                         | Tomáš Verner                         | Adam Rippon                          |
| 2010 | Paris          | Takahiko Kozuka                      | Florent Amodio                       | Brandon Mroz                         |
| 2011 | Paris          | Patrick Chan                         | Song Nan                             | Michal Březina                       |
| 2012 | Paris          | Takahito Mura                        | Jeremy Abbott                        | Florent Amodio                       |
| 2013 | Paris          | Patrick Chan                         | Yuzuru Hanyū                         | Jason Brown                          |
| 2014 | Bordeaux       | Maxim Kowtun                         | Tatsuki Machida                      | Denis Ten                            |
| 2015 | Bordeaux       | Shōma Uno                            | Maxim Kowtun                         | Daisuke Murakami                     |
| 2016 | Paris          | Javier Fernández                     | Denis Ten                            | Adam Rippon                          |
| 2017 | Grenoble       | Javier Fernández                     | Shōma Uno                            | Misha Ge                             |
| 2018 | Grenoble       | Nathan Chen                          | Jason Brown                          | Alexander Samarin                    |
| 2019 | Grenoble       | Nathan Chen                          | Alexander Samarin                    | Kévin Aymoz                          |
| 2020 | Grenoble       | abgesagt wegen der COVID-19-Pandemie | abgesagt wegen der COVID-19-Pandemie | abgesagt wegen der COVID-19-Pandemie |
| 2021 | Grenoble       | Yūma Kagiyama                        | Shun Satō                            | Jason Brown                          |
| 2022 | Angers         | Adam Siao Him Fa                     | Sota Yamamoto                        | Kazuki Tomono                        |
| 2023 | Angers         | Adam Siao Him Fa                     | Ilia Malinin                         | Yūma Kagiyama                        |
| 2024 | Angers         | Adam Siao Him Fa                     | Koshiro Shimada                      | Andrew Torgashev                     |

### Damen
| Jahr | Austragungsort | Gold                                 | Silber                               | Bronze                               |
| ---- | -------------- | ------------------------------------ | ------------------------------------ | ------------------------------------ |
| 1995 | Bordeaux       | Josée Chouinard                      | Chen Lu                              | Surya Bonaly                         |
| 1996 | Paris          | Michelle Kwan                        | Marija Butyrskaja                    | Tara Lipinski                        |
| 1997 | Paris          | Laetitia Hubert                      | Tara Lipinski                        | Vanessa Gusmeroli                    |
| 1998 | Paris          | Marija Butyrskaja                    | Nicole Bobek                         | Vanessa Gusmeroli                    |
| 1999 | Paris          | Marija Butyrskaja                    | Wiktorija Woltschkowa                | Sarah Hughes                         |
| 2000 | Paris          | Marija Butyrskaja                    | Wiktorija Woltschkowa                | Jennifer Kirk                        |
| 2001 | Paris          | Marija Butyrskaja                    | Sarah Hughes                         | Sasha Cohen                          |
| 2002 | Paris          | Sasha Cohen                          | Yoshie Onda                          | Alisa Drei                           |
| 2003 | Paris          | Sasha Cohen                          | Shizuka Arakawa                      | Júlia Sebestyén                      |
| 2004 | Paris          | Joannie Rochette                     | Carolina Kostner                     | Júlia Sebestyén                      |
| 2005 | Paris          | Mao Asada                            | Sasha Cohen                          | Shizuka Arakawa                      |
| 2006 | Paris          | Kim Yuna                             | Miki Andō                            | Kimmie Meissner                      |
| 2007 | Paris          | Mao Asada                            | Kimmie Meissner                      | Ashley Wagner                        |
| 2008 | Paris          | Joannie Rochette                     | Mao Asada                            | Caroline Zhang                       |
| 2009 | Paris          | Kim Yuna                             | Mao Asada                            | Yukari Nakano                        |
| 2010 | Paris          | Kiira Korpi                          | Mirai Nagasu                         | Alissa Czisny                        |
| 2011 | Paris          | Jelisaweta Tuktamyschewa             | Carolina Kostner                     | Alissa Czisny                        |
| 2012 | Paris          | Ashley Wagner                        | Jelisaweta Tuktamyschewa             | Julija Lipnizkaja                    |
| 2013 | Paris          | Ashley Wagner                        | Adelina Sotnikowa                    | Anna Pogorilaja                      |
| 2014 | Bordeaux       | Jelena Radionowa                     | Julija Lipnizkaja                    | Ashley Wagner                        |
| 2015 | Bordeaux       | Gracie Gold                          | Julija Lipnizkaja                    | Roberta Rodeghiero                   |
| 2016 | Paris          | Jewgenija Medwedewa                  | Marija Sotskowa                      | Wakaba Higuchi                       |
| 2017 | Grenoble       | Alina Sagitowa                       | Marija Sotskowa                      | Kaetlyn Osmond                       |
| 2018 | Grenoble       | Rika Kihira                          | Mai Mihara                           | Bradie Tennell                       |
| 2019 | Grenoble       | Aljona Kostornaja                    | Alina Sagitowa                       | Mariah Bell                          |
| 2020 | Grenoble       | abgesagt wegen der COVID-19-Pandemie | abgesagt wegen der COVID-19-Pandemie | abgesagt wegen der COVID-19-Pandemie |
| 2021 | Grenoble       | Anna Schtscherbakowa                 | Aljona Kostornaja                    | Wakaba Higuchi                       |
| 2022 | Angers         | Loena Hendrickx                      | Kim Ye-lim                           | Rion Sumiyoshi                       |
| 2023 | Angers         | Isabeau Levito                       | Nina Pinzarrone                      | Rion Sumiyoshi                       |
| 2024 | Angers         | Amber Glenn                          | Wakaba Higuchi                       | Rion Sumiyoshi                       |

### Paare
| Jahr | Austragungsort | Gold                                       | Silber                                  | Bronze                                  |
| ---- | -------------- | ------------------------------------------ | --------------------------------------- | --------------------------------------- |
| 1995 | Bordeaux       | Jelena Bereschnaja / Oleg Schljachow       | Oxana Kasakowa / Artur Dmitrijew        | Jenni Meno / Todd Sand                  |
| 1996 | Paris          | Oxana Kasakowa / Artur Dmitrijew           | Jenni Meno / Todd Sand                  | Jelena Bereschnaja / Anton Sicharulidse |
| 1997 | Paris          | Jelena Bereschnaja / Anton Sicharulidse    | Mandy Wötzel / Ingo Steuer              | Shen Xue / Zhao Hongbo                  |
| 1998 | Paris          | Sarah Abitbol / Stéphane Bernadis          | Kyoko Ina / John Zimmerman              | Marina Jelzowa / Andrei Buschkow        |
| 1999 | Paris          | Sarah Abitbol / Stéphane Bernadis          | Tatjana Totmjanina / Maxim Marinin      | Dorota Zagórska / Mariusz Siudek        |
| 2000 | Paris          | Jelena Bereschnaja / Anton Sicharulidse    | Jamie Salé / David Pelletier            | Kyoko Ina / John Zimmerman              |
| 2001 | Paris          | Jelena Bereschnaja / Anton Sicharulidse    | Kyoko Ina / John Zimmerman              | Sarah Abitbol / Stéphane Bernadis       |
| 2002 | Paris          | Tatjana Totmjanina / Maxim Marinin         | Sarah Abitbol / Stéphane Bernadis       | Pang Qing / Tong Jian                   |
| 2003 | Paris          | Zhang Dan / Zhang Hao                      | Tatjana Totmjanina / Maxim Marinin      | Tiffany Scott / Philip Dulebohn         |
| 2004 | Paris          | Shen Xue / Zhao Hongbo                     | Marija Petrowa / Alexei Tichonow        | Pang Qing / Tong Jian                   |
| 2005 | Paris          | Tatjana Totmjanina / Maxim Marinin         | Pang Qing / Tong Jian                   | Valerie Marcoux / Craig Buntin          |
| 2006 | Paris          | Marija Petrowa / Alexei Tichonow           | Rena Inoue / John Baldwin               | Julija Obertas / Sergei Slawnow         |
| 2007 | Paris          | Zhang Dan / Zhang Hao                      | Pang Qing / Tong Jian                   | Marija Muchortowa / Maxim Trankow       |
| 2008 | Paris          | Aljona Savchenko / Robin Szolkowy          | Marija Muchortowa / Maxim Trankow       | Meagan Duhamel / Craig Buntin           |
| 2009 | Paris          | Marija Muchortowa / Maxim Trankow          | Jessica Dubé / Bryce Davison            | Aljona Savchenko / Robin Szolkowy       |
| 2010 | Paris          | Aljona Savchenko / Robin Szolkowy          | Wera Basarowa / Juri Larionow           | Maylin Hausch / Daniel Wende            |
| 2011 | Paris          | Tatjana Wolossoschar / Maxim Trankow       | Wera Basarowa / Juri Larionow           | Meagan Duhamel / Eric Radford           |
| 2012 | Paris          | Juko Kawaguti / Alexander Smirnow          | Meagan Duhamel / Eric Radford           | Stefania Berton / Ondřej Hotárek        |
| 2013 | Paris          | Pang Qing / Tong Jian                      | Meagan Duhamel / Eric Radford           | Caydee Denney / John Coughlin           |
| 2014 | Bordeaux       | Xenija Stolbowa / Fjodor Klimow            | Sui Wenjing / Han Cong                  | Wang Xuehan / Wang Lei                  |
| 2015 | Bordeaux       | Tatjana Wolossoschar / Maxim Trankow       | Vanessa James / Morgan Ciprès           | Julianne Seguin / Charlie Bilodeau      |
| 2016 | Paris          | Aljona Savchenko / Bruno Massot            | Jewgenija Tarassowa / Wladimir Morosow  | Vanessa James / Morgan Ciprès           |
| 2017 | Grenoble       | Jewgenija Tarassowa / Wladimir Morosow     | Vanessa James / Morgan Ciprès           | Nicole Della Monica / Matteo Guarise    |
| 2018 | Grenoble       | Vanessa James / Morgan Ciprès              | Tarah Kayne / Daniel O’Shea             | Alexandra Boikowa / Dmitri Koslowski    |
| 2019 | Grenoble       | Anastassija Mischina / Alexander Galljamow | Darja Pawljutschenko / Denis Chodykin   | Haven Denney / Brandon Frazier          |
| 2020 | Grenoble       | abgesagt wegen der COVID-19-Pandemie       | abgesagt wegen der COVID-19-Pandemie    | abgesagt wegen der COVID-19-Pandemie    |
| 2021 | Grenoble       | Alexandra Boikowa / Dmitri Koslowski       | Julija Artemjewa / Michail Nasarytschew | Alexa Scimeca Knierim / Brandon Frazier |
| 2022 | Angers         | Deanna Stellato-Dudek / Maxime Deschamps   | Camille Kovalev / Pavel Kovalev         | Annika Hocke / Robert Kunkel            |
| 2023 | Angers         | Lia Pereira / Trennt Michaud               | Sara Conti / Niccolò Macii              | Camille Kovalev / Pavel Kovalev         |
| 2024 | Angers         | Minerva-Fabienne Hase / Nikita Wolodin     | Sara Conti / Niccolò Macii              | Rebecca Ghilardi / Filippo Ambrosini    |

### Eistanzen
| Jahr | Austragungsort | Gold                                    | Silber                                       | Bronze                                  |
| ---- | -------------- | --------------------------------------- | -------------------------------------------- | --------------------------------------- |
| 1995 | Bordeaux       | Oxana Grischtschuk / Jewgeni Platow     | Marina Anissina / Gwendal Peizerat           | Irina Romanowa / Ihor Jaroschenko       |
| 1996 | Paris          | Marina Anissina / Gwendal Peizerat      | Elizabeth Punsalan / Jerod Swallow           | Irina Romanowa / Ihor Jaroschenko       |
| 1997 | Paris          | Oxana Grischtschuk / Jewgeni Platow     | Marina Anissina / Gwendal Peizerat           | Irina Romanowa / Ihor Jaroschenko       |
| 1998 | Paris          | Marina Anissina / Gwendal Peizerat      | Barbara Fusar-Poli / Maurizio Margaglio      | Margarita Drobiazko / Povilas Vanagas   |
| 1999 | Paris          | Marina Anissina / Gwendal Peizerat      | Barbara Fusar-Poli / Maurizio Margaglio      | Margarita Drobiazko / Povilas Vanagas   |
| 2000 | Paris          | Marina Anissina / Gwendal Peizerat      | Irina Lobatschowa / Ilja Awerbuch            | Kati Winkler / René Lohse               |
| 2001 | Paris          | Marina Anissina / Gwendal Peizerat      | Shae-Lynn Bourne / Victor Kraatz             | Margarita Drobiazko / Povilas Vanagas   |
| 2002 | Paris          | Elena Hruschyna / Ruslan Hontscharow    | Isabelle Delobel / Olivier Schoenfelder      | Tanith Belbin / Benjamin Agosto         |
| 2003 | Paris          | Albena Denkowa / Maxim Stawiski         | Marie-France Dubreuil / Patrice Lauzon       | Isabelle Delobel / Olivier Schoenfelder |
| 2004 | Paris          | Tatjana Nawka / Roman Kostomarow        | Albena Denkowa / Maxim Stawiski              | Isabelle Delobel / Olivier Schoenfelder |
| 2005 | Paris          | Elena Hruschyna / Ruslan Hontscharow    | Isabelle Delobel / Olivier Schoenfelder      | Federica Faiella / Massimo Scali        |
| 2006 | Paris          | Albena Denkowa / Maxim Stawiski         | Isabelle Delobel / Olivier Schoenfelder      | Federica Faiella / Massimo Scali        |
| 2007 | Paris          | Isabelle Delobel / Olivier Schoenfelder | Jana Chochlowa / Sergei Nowizki              | Meryl Davis / Charlie White             |
| 2008 | Paris          | Isabelle Delobel / Olivier Schoenfelder | Federica Faiella / Massimo Scali             | Sinead Kerr / John Kerr                 |
| 2009 | Paris          | Tessa Virtue / Scott Moir               | Nathalie Péchalat / Fabian Bourzat           | Sinead Kerr / John Kerr                 |
| 2010 | Paris          | Nathalie Péchalat / Fabian Bourzat      | Jekaterina Rjasanowa / Ilja Tkatschenko      | Madison Chock / Greg Zuerlein           |
| 2011 | Paris          | Tessa Virtue / Scott Moir               | Nathalie Péchalat / Fabian Bourzat           | Anna Cappellini / Luca Lanotte          |
| 2012 | Paris          | Nathalie Péchalat / Fabian Bourzat      | Anna Cappellini / Luca Lanotte               | Jekaterina Rjasanowa / Ilja Tkatschenko |
| 2013 | Paris          | Tessa Virtue / Scott Moir               | Jelena Iljinych / Nikita Kazalapow           | Nathalie Péchalat / Fabian Bourzat      |
| 2014 | Bordeaux       | Gabriella Papadakis / Guillaume Cizeron | Piper Gilles / Paul Poirier                  | Madison Hubbell / Zachary Donohue       |
| 2015 | Bordeaux       | Madison Hubbell / Zachary Donohue       | Piper Gilles / Paul Poirier                  | Alexandra Stepanowa / Iwan Bukin        |
| 2016 | Paris          | Gabriella Papadakis / Guillaume Cizeron | Madison Hubbell / Zachary Donohue            | Piper Gilles / Paul Poirier             |
| 2017 | Grenoble       | Gabriella Papadakis / Guillaume Cizeron | Madison Chock / Evan Bates                   | Alexandra Stepanowa / Iwan Bukin        |
| 2018 | Grenoble       | Gabriella Papadakis / Guillaume Cizeron | Wiktorija Sinizina / Nikita Kazalapow        | Piper Gilles / Paul Poirier             |
| 2019 | Grenoble       | Gabriella Papadakis / Guillaume Cizeron | Madison Chock / Evan Bates                   | Charlène Guignard / Marco Fabbri        |
| 2020 | Grenoble       | abgesagt wegen der COVID-19-Pandemie    | abgesagt wegen der COVID-19-Pandemie         | abgesagt wegen der COVID-19-Pandemie    |
| 2021 | Grenoble       | Gabriella Papadakis / Guillaume Cizeron | Piper Gilles / Paul Poirier                  | Alexandra Stepanowa / Iwan Bukin        |
| 2022 | Angers         | Charlène Guignard / Marco Fabbri        | Laurence Fournier Beaudry / Nikolaj Sørensen | Evgeniia Lopareva / Geoffrey Brissaud   |
| 2023 | Angers         | Charlène Guignard / Marco Fabbri        | Laurence Fournier Beaudry / Nikolaj Sørensen | Evgeniia Lopareva / Geoffrey Brissaud   |
| 2024 | Angers         | Evgeniia Lopareva / Geoffrey Brissaud   | Charlène Guignard / Marco Fabbri             | Emily Bratti / Ian Somerville           |